# Christianus Cornelius Uhlenbeck

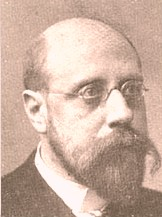
Christianus Cornelius Uhlenbeck.

Christianus Cornelius Uhlenbeck, född 18 oktober 1866 i Voorburg, död 12 augusti 1951 i Lugano, var en nederländsk språkforskare. 
Uhlenbeck studerade i Leiden för Matthias de Vries, Hendrik Kern och Pieter Jakob Cosijn till 1888, blev 1892 professor i sanskrit och jämförande språkvetenskap i Amsterdam, 1899 efter Cosijn i forngermanska språk och allmän språkvetenskap i Leiden. Hans språkvetenskapliga verksamhet omfattar vitt skilda områden. På uppdrag av nederländska regeringen företog han 1890 en forskningsresa till Ryssland, vars resultat föreligger i hans Verslag aangaande een onderzoek in de archieven van Rusland (1891); han främjade kännedomen om de baskiska dialekterna samt inuitspråk och framlade efter två resor till Klippiga bergen (1910 och 1911) resultaten av sina forskningar över de nordvästliga indianstammarnas språk. Uhlenbeck invaldes som ledamot av Vetenskaps- och Vitterhetssamhället i Göteborg 1924.